# Monad (icke-standardanalys)
Inom matematiken är monaden till ett element r i en icke-standardutvidgning av till exempel de reella talen mängden av element som ligger infinitesimalt nära elementet r.